# Малдроу
Малдро́у (Мулдроу, англ. Muldrow Glacier) — долинный древовидный ледник на северном склоне Аляскинского хребта (штат Аляска, США).
Длина составляет 61 км, площадь — 516 км². По другим данным, длина 63 км, площадь 393 км². Ледник спускается с горы Денали и принимает справа два крупных притока: ледники Тралейка и Брукс. Малдроу даёт начало реке Мак-Кинли, затем Мак-Кинли впадает в Кантишну, приток Тананы.
Начинается на высоте 6100 м и резко спускается до 2000 м, затем более плавно до 800 м. Ледник встречается со своим крупнейшим притоком, ледником Тралейка, на высоте 1700 м, и ледником Брукс на высоте 1600 м. Ниже этих притоков ледник однородный, шириной около 2,5 км. Верхняя часть ледника течёт в северо-восточном направлении на протяжении 42 км, а затем поворачивает на северо-запад.
Малдроу — пульсирующий ледник. В 2017 году его скорость движения стала увеличиваться, особенно она выросла в 2020 году. Предыдущие подвижки ледника исследованы слабо, наблюдались в 1906—1912 (точная дата неизвестна) и 1956—1957 годах, также, вероятно, за последние 200 лет было ещё как минимум два случая подвижки.
В 1902 году получил название в честь топографа Геологической службы США Роберта Малдроу.